# کریستوفر دوپلنتی
کریستوفر دوپلنتی (انگلیسی: Christopher Duplanty؛ زادهٔ october ۲۱, ۱۹۶۵ (۵۹ سال)) ورزشکار واترپلو اهل ایالات متحده آمریکا است.
وی در مسابقات کشوری و بین‌المللی در مجموع برندهٔ ۱ مدال نقره شده‌است.